# Lijst van voetbalinterlands Roemenië - Wales
Deze lijst van voetbalinterlands is een overzicht van alle officiële voetbalwedstrijden tussen de nationale teams van Roemenië en Wales. De landen speelden tot op heden vier keer tegen elkaar. De eerste ontmoeting, een kwalificatiewedstrijd voor het Europees kampioenschap voetbal 1972, werd gespeeld in Cardiff op 11 november 1970. Het laatste duel, een kwalificatiewedstrijd voor het Wereldkampioenschap voetbal 1994, vond plaats op 17 november 1993 in de Welshe hoofdstad.

## Wedstrijden
| № | Plaats    | Datum            | Competitie           | Wedstrijd        | Uitslag |
| - | --------- | ---------------- | -------------------- | ---------------- | ------- |
| 1 | Cardiff   | 11 november 1970 | EK 1972 kwalificatie | Wales – Roemenië | 0 – 0   |
| 2 | Boekarest | 24 november 1971 | EK 1972 kwalificatie | Roemenië – Wales | 2 – 0   |
| 3 | Boekarest | 20 mei 1992      | WK 1994 kwalificatie | Roemenië – Wales | 5 – 1   |
| 4 | Cardiff   | 17 november 1993 | WK 1994 kwalificatie | Wales – Roemenië | 1 – 2   |

## Samenvatting
| Competitie      | Totaal gespeeld | Winst Roemenië | Gelijk | Winst Wales | Doelsaldo Roemenië – Wales |
| --------------- | --------------- | -------------- | ------ | ----------- | -------------------------- |
| WK-kwalificatie | 2               | 2              | 0      | 0           | 7 − 2                      |
| EK-kwalificatie | 2               | 1              | 1      | 0           | 2 − 0                      |
| Totaal          | 4               | 3              | 1      | 0           | 9 − 2                      |

## Details

### Eerste ontmoeting
| EK 1972 kwalificatie (Cardiff, Wales, 11 november 1970):                                                                                 |              | |
| Wales | 0 – 0        | Roemenië |
| | goals        | |
| David Lloyd Bowen | bondscoach   | Angelo Niculescu |
| Gary Sprake Peter Rodrigues Mike England David Powell Rod Thomas Alan Durban Graham Moore Barrie Hole Dick Krzywicki Wyn Davies Ron Rees | opstellingen | Necula Răducanu Lajos Sătmăreanu Niculae Lupescu 46' Cornel Dinu Mihai Mocanu Ion Dumitru Radu Nunweiller Alexandru Neagu 76' Nicolae Dobrin Florea Dumitrache Florian Dumitrescu |
| | wissels      | 46' Bujor Hălmăgeanu 76' Flavius Domide |

### Derde ontmoeting
| WK 1994 kwalificatie (Boekarest, Roemenië, 20 mei 1992): |              | |
| Roemenië | 5 – 1        | Wales |
| Gheorghe Hagi 5' Ioan Lupescu 7' Ioan Lupescu 24' Gavril Balint 31' Gheorghe Hagi 35'                                                                                       | goals        | 52' Ian Rush |
| Cornel Dinu | bondscoach   | Terry Yorath |
| Bogdan Stelea Dan Petrescu Miodrag Belodedic Gheorghe Mihali Gheorghe Popescu Dorinel Munteanu Ovidiu Sabău 77' Ioan Lupescu Gheorghe Hagi 70' Marius Lăcătuș Gavril Balint | opstellingen | Neville Southall David Phillips Mark Aizlewood 78' Mark Bowen Andy Melville Gary Speed 57' Mark Pembridge Mark Hughes Barry Horne Dean Saunders Ian Rush |
| Gabor Gerstenmajer 70' Ioan Timofte 77' | wissels      | 57' Ryan Giggs 78' Clayton Blackmore |
| Ion Lupescu 30' Ovidiu Sabău 73' | gele kaarten | 6' Mark Aizlewood 63' Gary Speed 73' Mark Hughes |

### Vierde ontmoeting
| WK 1994 kwalificatie (Cardiff, Wales, 17 november 1993):                                                                                        |              | |
| Wales | 1 – 2        | Roemenië |
| Dean Saunders 60' | goals        | 32' Gheorghe Hagi 83' Florin Răducioiu |
| Terry Yorath | bondscoach   | Anghel Iordănescu |
| Neville Southall David Phillips Paul Bodin 69' Andy Melville Eric Young Kit Symons 53' Barry Horne Dean Saunders Ian Rush Gary Speed Ryan Giggs | opstellingen | Florian Prunea Dan Petrescu Daniel Prodan Miodrag Belodedici 74' Tibor Selymes Ioan Sabău Ioan Lupescu Gheorghe Popescu Gheorghe Hagi Florin Răducioiu 89' Ilie Dumitrescu |
| Jeremy Goss 53' Malcolm Allen 69' | wissels      | 74' Dorinel Munteanu 89' Gheorghe Mihali |
| - 41ste en laatste duel van Wales onder leiding van bondscoach Terry Yorath. - Paul Bodin mist namens Wales een strafschop in de 65ste minuut.  |              | |

FRF · A-internationals · Selecties · Bondscoaches · Statistieken · Roemeens vrouwenelftal · Olympisch elftal · Roemenië U21 · Roemenië U20 · Roemenië U19 · Roemenië U18 · Roemenië U17 · Roemenië U16
1922 – 1929 · 
1930 – 1939 · 
1940 – 1949 · 
1950 – 1959 · 
1960 – 1969 · 
1970 – 1979 · 
1980 – 1989 · 
1990 – 1999 · 
2000 – 2009 · 
2010 – 2019 · 
2020 – 2029
EK's: 1984 · 
1996 · 
2000 · 
2008 · 
2016 · 
2024
WK's: 1930 · 
1934 · 
1938 · 
1970 · 
1990 · 
1994 · 
1998
OS: 1924 · 
1952 · 
1964 · 
2020
1922 · 
1923 · 
1924 · 
1925 · 
1926 · 
1927 · 
1928 · 
1929 · 
1930 · 
1931 · 
1932 · 
1933 · 
1934 · 
1935 · 
1936 · 
1937 · 
1938 · 
1939 · 
1940 · 
1941 · 
1942 · 
1943 · 
1944 · 
1945 · 
1946 · 
1947 · 
1948 · 
1949 · 
1950 · 
1952 · 
1952 · 
1953 · 
1954 · 
1955 · 
1956 · 
1957 · 
1958 · 
1959 · 
1960 · 
1961 · 
1962 · 
1963 · 
1964 · 
1965 · 
1966 · 
1967 · 
1968 · 
1969 · 
1970 · 
1971 · 
1972 · 
1973 · 
1974 · 
1975 · 
1976 · 
1977 · 
1978 · 
1979 · 
1980 · 
1981 · 
1982 · 
1983 · 
1984 · 
1985 · 
1986 · 
1987 · 
1988 · 
1989 · 
1990 · 
1991 · 
1992 · 
1993 · 
1994 · 
1995 · 
1996 · 
1997 · 
1998 · 
1999 · 
2000 · 
2001 · 
2002 · 
2003 · 
2004 · 
2005 · 
2006 · 
2007 · 
2008 · 
2009 · 
2010 · 
2011 · 
2012 · 
2013 · 
2014 · 
2015 ·
2016 ·
2017 ·
2018 ·
2019 ·
2020 ·
2021 ·
2022 ·
2023
Albanië ·
Algerije ·
Andorra ·
Argentinië ·
Armenië ·
Australië ·
Azerbeidzjan ·
België ·
Bolivia ·
Bosnië en Herzegovina ·
Brazilië ·
Bulgarije ·
Chili ·
China ·
Colombia ·
Congo-Kinshasa ·
Cuba ·
Cyprus ·
DDR ·
Denemarken ·
Duitsland ·
Ecuador ·
Egypte ·
Engeland ·
Estland ·
Faeröer ·
Finland ·
Frankrijk ·
Georgië ·
Griekenland ·
Honduras ·
Hongarije ·
Ierland ·
IJsland ·
Irak ·
Iran ·
Israël ·
Italië ·
Ivoorkust ·
Japan ·
Joegoslavië ·
Kameroen ·
Kazachstan · 
Kosovo · 
Kroatië ·
Letland ·
Liechtenstein ·
Litouwen ·
Luxemburg ·
Malta ·
Marokko ·
Mexico ·
Moldavië ·
Montenegro ·
Nederland ·
Nigeria ·
Noord-Ierland ·
Noord-Macedonië ·
Noorwegen ·
Oekraïne ·
Oostenrijk ·
Paraguay ·
Peru ·
Polen ·
Portugal ·
Rusland ·
San Marino ·
Schotland ·
Servië ·
Slovenië ·
Slowakije ·
Sovjet-Unie ·
Spanje ·
Trinidad en Tobago ·
Tsjechië ·
Tsjecho-Slowakije ·
Tunesië ·
Turkije ·
Turkmenistan ·
Uruguay ·
Verenigde Arabische Emiraten ·
Verenigde Staten ·
Wales ·
Wit-Rusland ·
Zuid-Korea ·
Zweden ·
Zwitserland
Albanië (2016) · 
Frankrijk (2008) · 
Frankrijk (2016) · 
Italië (2008) · 
Nederland (2008) · 
Zwitserland (2016)
FAW · A-internationals · Bondscoaches · Statistieken · Welsh vrouwenelftal · Brits olympisch elftal · Wales U21 · Wales U20 · Wales U19 · Wales U18 · Wales U17 · Wales U16
1876 – 1899 ·
1900 – 1919 ·
1920 – 1929 ·
1930 – 1939 ·
1940 – 1949 ·
1950 – 1959 ·
1960 – 1969 ·
1970 – 1979 ·
1980 – 1989 ·
1990 – 1999 ·
2000 – 2009 ·
2010 – 2019 ·
2020 − 2029
EK 2016 · 
EK 2020
WK 1958
1876 · 
1877 · 
1878 · 
1879 · 
1880 · 
1881 · 
1882 · 
1883 · 
1884 · 
1885 · 
1886 · 
1887 · 
1888 · 
1889 · 
1890 · 
1891 · 
1892 · 
1893 · 
1894 · 
1895 · 
1896 · 
1897 · 
1898 · 
1899 · 
1900 · 
1901 · 
1902 · 
1903 · 
1904 · 
1905 · 
1906 · 
1907 · 
1908 · 
1909 · 
1910 · 
1911 · 
1912 · 
1913 · 
1914 · 
1915 · 1916 · 1917 · 1918 · 1919 · 
1920 · 
1921 · 
1922 · 
1923 · 
1924 · 
1925 · 
1926 · 
1927 · 
1928 · 
1929 · 
1930 · 
1931 · 
1932 · 
1933 · 
1934 · 
1935 · 
1936 · 
1937 · 
1938 · 
1939 · 
1940 · 1941 · 1942 · 1943 · 1944 · 1945 · 
1946 · 
1947 · 
1948 · 
1949 · 
1950 · 
1952 · 
1952 · 
1953 · 
1954 · 
1955 · 
1956 · 
1957 · 
1958 · 
1959 · 
1960 · 
1961 · 
1962 · 
1963 · 
1964 · 
1965 · 
1966 · 
1967 · 
1968 · 
1969 · 
1970 · 
1971 · 
1972 · 
1973 · 
1974 · 
1975 · 
1976 · 
1977 · 
1978 · 
1979 · 
1980 · 
1981 · 
1982 · 
1983 · 
1984 · 
1985 · 
1986 · 
1987 · 
1988 · 
1989 · 
1990 · 
1991 · 
1992 · 
1993 · 
1994 · 
1995 · 
1996 · 
1997 · 
1998 · 
1999 · 
2000 · 
2001 · 
2002 · 
2003 · 
2004 · 
2005 · 
2006 · 
2007 · 
2008 · 
2009 · 
2010 · 
2011 · 
2012 · 
2013 · 
2014 · 
2015 · 
2016 · 
2017 ·
2018 ·
2019 ·
2020 ·
2021 ·
2022 ·
2023
Albanië ·
Andorra ·
Argentinië ·
Armenië ·
Australië ·
Azerbeidzjan ·
België ·
Bosnië en Herzegovina ·
Brazilië ·
Bulgarije ·
Canada ·
Chili ·
China ·
Costa Rica ·
Cyprus ·
DDR ·
Denemarken ·
Duitsland ·
Engeland ·
Estland ·
Faeröer ·
Finland ·
Frankrijk ·
Georgië ·
Gibraltar ·
Griekenland ·
Hongarije ·
Ierland ·
IJsland ·
Iran ·
Israël ·
Italië ·
Jamaica ·
Japan ·
Joegoslavië ·
Kazachstan ·
Koeweit ·
Kroatië ·
Letland ·
Liechtenstein ·
Luxemburg ·
Malta ·
Mexico ·
Moldavië ·
Montenegro ·
Nederland ·
Nieuw-Zeeland ·
Noord-Ierland ·
Noord-Macedonië ·
Noorwegen ·
Oekraïne ·
Oostenrijk ·
Panama ·
Paraguay ·
Polen ·
Portugal · 
Qatar ·
Roemenië ·
Rusland ·
San Marino ·
Saoedi-Arabië ·
Schotland ·
Servië ·
Servië en Montenegro ·
Slovenië ·
Slowakije ·
Sovjet-Unie ·
Spanje ·
Trinidad & Tobago ·
Tsjechië ·
Tsjecho-Slowakije ·
Tunesië ·
Turkije ·
Uruguay ·
Verenigde Staten ·
Wit-Rusland ·
Zuid-Korea ·
Zweden ·
Zwitserland
Engeland (2016) · 
Denemarken (2021) · 
Italië (2021) · 
Rusland (2016) ·
Slowakije (2016) · 
Turkije (2021) · 
Zwitserland (2021)